# 諏訪間幸成
諏訪間 幸成（すわま こうせい、2003年6月6日 - ）は、神奈川県藤沢市出身のプロサッカー選手。Jリーグ・横浜F・マリノス所属。ポジションはディフェンダー（DF）。
父はプロレスラー（全日本プロレス所属）の諏訪魔。

## 来歴

### プロ入り前
幼稚園の頃からレスリングを習っていたが、小学校時代よりサッカーにのめり込み地元のクラブチームに加入。
その後、横浜F・マリノスジュニアユースから同ユースに進んだ。高校3年次の2020年11月6日に山根陸、西田勇祐とともにトップチームに2種登録されたが、トップチームに昇格はならず筑波大学に進学。
筑波大学では蹴球部（サッカー部）に入部し、1年からセンターバックのレギュラーに抜擢される。また、年代別代表にも選出され、U-19日本代表のスペイン遠征、U20アジアカップに出場。これらの活躍が評価されて2024年3月7日にユース時代を過ごした横浜F・マリノスに2026年からの加入が内定し、特別指定選手に認定された。

### 横浜F・マリノス
2025年シーズンも前年に引き続き特別指定選手に認定され、2025明治安田J1リーグ第2節サンフレッチェ広島戦に途中出場してJリーグデビュー。
2025年3月6日、筑波大学蹴球部を退部し、横浜F・マリノスとプロ契約を締結したことを発表した。

## 所属クラブ
- FC六会湘南台
- 2016年 - 2018年  横浜F・マリノスジュニアユース (藤沢市立湘南台中学校)
- 2019年 - 2021年  横浜F・マリノスユース (神奈川県立大和南高等学校)
  - 2020年11月 - 同年12月  横浜F・マリノス (2種登録選手)
- 2022年 - 2025年2月  筑波大学
  - 2024年3月 - 2025年2月  横浜F・マリノス (特別指定選手)
- 2025年3月 -  横浜F・マリノス

## 個人成績
| 国内大会個人成績 | 国内大会個人成績 | 国内大会個人成績 | 国内大会個人成績 | 国内大会個人成績             | 国内大会個人成績 | 国内大会個人成績 | 国内大会個人成績 | 国内大会個人成績 | 国内大会個人成績 | 国内大会個人成績 | 国内大会個人成績 |
| 年度             | クラブ           | 背番号           | リーグ           | リーグ戦                     | リーグ戦         | リーグ杯         | リーグ杯         | オープン杯       | オープン杯       | 期間通算         | 期間通算         |
| 年度             | クラブ           | 背番号           | リーグ           | 出場                         | 得点             | 出場             | 得点             | 出場             | 得点             | 出場             | 得点             |
| 日本             | 日本             | 日本             | 日本             | リーグ戦                     | リーグ戦         | リーグ杯         | リーグ杯         | 天皇杯           | 天皇杯           | 期間通算         | 期間通算         |
| ---------------- | ---------------- | ---------------- | ---------------- | ---------------------------- | ---------------- | ---------------- | ---------------- | ---------------- | ---------------- | ---------------- | ---------------- |
| 2022             | 筑波大           | 28               | 他               | -                            | -                | -                | -                | 2                | 0                | 2                | 0                |
| 2023             | 筑波大           | 28               | 他               | -                            | -                | -                | -                | 1                | 0                | 1                | 0                |
| 2024             | 筑波大           | 28               | 他               | -                            | -                | -                | -                | 3                | 0                | 3                | 0                |
| 2025             | 横浜FM           | 33               | J1               |                              |                  |                  |                  |                  |                  |                  |                  |
| 通算             | 日本             | 日本             | J1               | \|\|\|\|\|\|\|\|\|\|\|\|\|\| |                  |                  |                  |                  |                  |                  |                  |
| 通算             | 日本             | 日本             | 他               | -                            | -                | -                | -                | 6                | 0                | 6                | 0                |
| 総通算           | 総通算           | 総通算           | 総通算           | 0                            | 0                | 0                | 0                | 6                | 0                | 6                | 0                |

- 2020年は2種登録選手（背番号28、出場なし）、2024年・2025年2月は特別指定選手（2024年は出場なし）

## 代表歴
- 2022年 U-19日本代表
- 2023年 U-20日本代表